# Patrick Hughes (réalisateur)
Pour les articles homonymes, voir Patrick Hughes.
Patrick Hughes, né le 13 mai 1978, est un réalisateur australien.

## Biographie
Il est le fils de l'acteur Tim Hughes, qui a notamment joué dans le feuilleton Les Voisins dans les années 1980 ou dans Killer Elite (2011). Tout jeune, Patrick Hughes réalise de petits films et étudie durant trois ans dans une école de cinéma.
Patrick Hughes commence sa carrière par la réalisation de films publicitaires puis des courts métrages, notamment Signs (2008) qui obtient quelques nominations,. Après de multiples tentatives pour acquérir les droits d'un film mêlant action et western, il décide de développer son propre projet. Il en résulté alors le film à petit budget Red Hill, sorti en 2010, avec Ryan Kwanten et Steve Bisley.
Son travail finit par attirer l'attention de Sylvester Stallone, qui cherche à insuffler un vent de fraicheur à la saga The Expendables. Il est confirmé comme réalisateur de Expendables 3 en avril 2013. Le film sort en 2014.
Patrick Hughes est annoncé à la mise en scène du remake du film indonésien The Raid sorti en 2011, avec Taylor Kitsch envisagé comme tête d'affiche. Le projet ne se concrétise finalement pas. Son film suivant est la comédie d'action Hitman and Bodyguard (2017), qui réunit notamment Ryan Reynolds, Samuel L. Jackson et Salma Hayek. Si le film reçoit des critiques globalement mitigées, il rencontre le succès au box-office avec plus de 176 millions dans le monde pour un budget de 30 millions. En raison de ce succès, une suite est mise en chantier. Plusieurs fois repoussée en raison de la pandémie de Covid-19, Hitman and Bodyguard 2 est prévu pour 2021.
Patrick Hughes réalise ensuite une autre comédie d'action, The Man from Toronto, prévue pour 2022.

## Filmographie
- 2000 : The Director (court métrage) (également scénariste, producteur et monteur)
- 2001 : The Lighter (court métrage)
- 2008 : Signs (court métrage) (également scénariste)
- 2010 : Red Hill (également scénariste, producteur et monteur)
- 2014 : Expendables 3 : Unité spéciale (The Expendables 3)
- 2017 : Hitman and Bodyguard (The Hitman's Bodyguard)
- 2021 : Hitman and Bodyguard 2 (The Hitman's Wife's Bodyguard)
- 2022 : The Man from Toronto

## Distinctions
Source : Internet Movie Database

### Récompenses
- Tropfest 2001 : 1er prix pour le court métrage The Lighter
- CinEuphoria Awards (es) 2012 : meilleur court métrage international pour Signs

### Nominations
- Australian Film Institute Awards 2000 : meilleur montage d'un film (hors long métrage) pour The Director
- Film Critics Circle of Australia Awards 2011 : meilleur montage pour Red Hill
- Australian Academy of Cinema and Television Arts Awards 2012 : meilleur scénario original pour Red Hill
- AACTA Award du meilleur scénario original, en 2012 pour Red Hill
- Australian Academy of Cinema and Television Arts Awards, en 2000 pour The Director